# 해방 신학
해방 신학(解放神學, 영어: Liberation theology)은 제2차 바티칸 공의회와 콜롬비아 메데인에서 가톨릭 주교회의 즉, 메데인 회의(1968년) 후 라틴 아메리카에서 시작된 진보적인 기독교의 신학 운동이다. 신정통주의, 기독교 사회주의, 생태신학, 여성신학, 민중신학 등과 더불어 현대신학 전통을 형성하였다.

## 배경
해방신학은 부분적으로 라틴 아메리카의 민중이 지주들과 군사독재 정권에게 착취와 억압을 받으며, 라틴 아메리카 자체가 미국의 식민지적 역할에 고정되어 있는 사회문제에 대해 로마 가톨릭 교회와 개신교 교회의 일부 진보적인 신학자들이 "하느님은 민중의 편에 서시는 민중의 하느님"이라는 신앙으로 반응한 것이다. 브리태니커 백과사전에서는 해방신학을 로마 가톨릭 신학이라고 소개하는데, 개신교 신학이기도 하다. 그 예로 해방신학자 미게스 보니노는 아르헨티나 감리교회 신학자, 후벵 아우베스는 브라질 장로교 신학자, 훌리오 데 산타 아나는 우루과이 개신교 소속 신학자이다.

## 사상
이들의 사상 중 몇 가지를 골라보자면 다음과 같다:
1. 영혼의 구원을 무시하는 것은 아니지만, 지배계급, 소수 자본가들의 착취와 억압에 의해 고통받는 라틴 아메리카 민중들의 삶을 생각할 때에 기독교인의 구원은 경제, 정치, 사회 및 사상적 해방이 제일 중요하다.[2]
2. 이 세상의 빈곤과 착취, 기회의 부족과 부정을 없앤다.
3. 교육 제도와 보건에 대한 접근성을 보장한다.
4. 라틴 아메리카의 사회경제적 현실에 대한 의식을 기르는 것이 해방이다.
5. 인간의 지속적 고민을 통해 자신과 사회의 이익 창출을 위한 창의적인 태도를 취한다.
6. 라틴 아메리카의 민중이 처해 있는 현실은 하느님의 역사적 목표에 부합하지 않으며, 빈곤은 절대 미화해서는 안 되며, 하느님의 창조주로서의 뜻에 어긋나는 사회적 죄악이다.(돔 헬더 카마라 대주교)
7. 계급 투쟁에 대한 의식을 길러야 하며, 그리스도 교인(기독교인)들은 항상 민중들의 편에 선다.
8. 하느님은 민중의 편에 서시는 분이다. 하느님이 가난한 사람들의 편에 서시는 이유는 민중이 도덕적이어서 아니라, 그들이 군사독재정권, 이에 결탁하는 다국적 기업, 대지주들에게 억압과 착취를 받으며[3],[4]성서저자들은 하느님이 약자들의 편에 서시는 민중의 하느님이라고 주장하기 때문이다.[2](카인과 아벨 이야기, 출애굽 이야기, 예수의 갈릴리에서의 민중선교 등)
9. 민주주의를 지지하며 대중의 의식화를 꾀하여 현 체제를 변화시킬 때 진정한 적진을 인식하게 한다.실제 해방신학자 엘데르 카마라 대주교는 교육에서 소외되는 농촌 어린이들과 어른들에게 선교사를 보내어 글을 가르치게 하였는데, 그의 노력은 민중들이 글을 깨우침으로써 현실에 순응하지 않고 투쟁하게 하였다.
10. "새로운 인간"을 만들어 사회 변혁의 성공을 보장한다. 이는 연대적이며 창의적인 인간이며 투기적인 자본주의 정신과 이익만을 좇는 마음에 반대된다.
11. 죄를 개인적이면서도 공동체적인 것으로 이해한다. 즉, 죄는 영원한 삶을 얻지 못하게 하며, 하느님과 형제자매들과의 상통을 단절시킨다.[5]
12. 성서에 나오는 민중들의 고통을 현대사회의 민중들이 겪는 고통과 동일시한다. 그 실례로 로마 가톨릭의 해방신학자인 엘데르 카마라 대주교는 헤롯의 유아학살로 학살당한 어린이들은 소수가 부를 독점하는 잘못된 경제구조로 인해 어린나이에 질병으로 죽어가는 빈민계급의 어린이들과 동일시하였다.[6]
13. 생존의 걱정이 없는 부르주아적인 영성이 아닌, 민중의 영성을 중요하게 여긴다. 해방신학자들의 영성은 물질적인 염려(음식, 주거, 건강 등의 필요)로부터 자유를 얻은 소수의 엘리트주의적 영성이 소외된 자들과 주변으로 밀려난 자들의 영적 경험, 그들 편에 서 있는 자들의 영적 경험에 의해서 극렬한 도전을 받고 있다는 구스타보 구티에레스의 말로 요약된다.[7]
14. 구스타보 구티에레스는 해방신학이 말하는 ‘해방’이라는 개념에 대해 사회적, 개인적, 그리고 영적인 차원으로 설명하고 정리하는 시간이었다. 해방의 사회적 차원이란 강압이나 강제, 억압받는 환경으로부터 풀려나는 것을, 개인적 차원이란 내적 차원의 작업으로서 마음이 바뀌는 것으로 사도 바울의 표현대로라면 ‘새로운 피조물’이 되는 것을 의미했다. 그리고 마지막으로 해방의 영적 차원이란 하나님이나 이웃과 끊어진 관계를 야기하는 죄를 고백한 후 용서받는 것을 의미했다. 이에 덧붙여, 이해를 돕기 위해 굳이 인위적으로 세 가지 차원으로 나눴지만 “이 모두가 하나”라고 했다.[8]
15. 브라질의 해방신학자 성정모는 신자유주의가 인간의 탐욕을 미화하는 이데올로기라고 비판했다.[9]

### 교황청의 입장
교황 요한 바오로 2세는 신앙교리성(당시 장관은 요제프 라칭거 추기경, 후에 교황 베네딕토 16세로 선출되었다.)에 해방신학에 관하여 두 가지 연구를 의뢰했다. 이들은 1984년과 1986년, 〈Libertatis Nuntius〉와 〈Libertatis Conscientia〉라는 이름으로 준비되었다. 기본적으로 로마 가톨릭 교회의 해방신학에 대한 연구의 결론은 교회가 가난한 자들에게 대해 관계를 맺고 있음에도 불구하고, 마르크스주의를 사회개혁방법으로 받아들이며, 로마 가톨릭의 교권에 반대하는 해방신학은 로마 가톨릭 교리와 호환되지 않는다는 것이었다. 특히 해방신학자와 교황청간의 논쟁의 핵심 문제는 구원이 정치적인 입장 즉, 마르크스주의의 장점을 포용한 진보적인 사회참여를 통해서만 쟁취될 수 있다는 부분이었다.

### 로마 가톨릭 교회의 해방신학 탄압
해방신학이 태동하던 시기의 로마 가톨릭 교회는 전통적인 교의의 유지를 주장하는 보수적인 입장이었다. 따라서 로마 가톨릭 교회는 그리스도의 복음을 사회정치적으로 이해하는 해방신학을 전통적인 교리를 위협하는 반 기독교적인 사상으로 여겨서 탄압하였다. 1978년 교황으로 선출된 고 요한 바오로 2세는 교회현장에서 사목하는 사제들을 진보적인 사제에서 보수적인 사제로 교체하였다. 브라질에서는 1980년 엘데르 카마라 대주교를 은퇴하게 하고, 보수적인 대주교로 교체하였다. 새로 임명받은 대주교는 성직자 교육기관 폐쇄, 해방신학 성격의 신학교 교수 해고로 해방신학을 탄압하였다. 이에 대한 저항으로 레오나르도 보프 신부는 성령은 차별을 허무시는 평등의 영이라고 주장하여 로마 가톨릭교회의 교권주의를 비판하여 면직되었다. 파블로 리차르드, 프란츠 힌켈라머트는 코스타리카의 개신교가 세운 에큐메니컬 기관으로 이직하였다.

### 남미 교회에 해방신학의 영향
해방신학은 여성들의 참정권 운동에 영향을 주어, 여성들은 자신들의 권익을 주장하게 되었으며, 1919년에서 1955년 사이 거의 대부분의 남미 국가들은 여성들의 참정권을 인정하게 되었다. 이들의 의식변화는 생태운동에도 영향을 주었다.

### 해방신학의 재등장
해방신학은 해방신학의 급진성을 우려한 로마 가톨릭 교회의 탄압으로 1980년대 퇴조하기도 하였으나, 냉전체제가 붕괴된 이후, 강대국이 약소국을 경제적으로 지배하는 자본주의적 지배가 등장하면서 빈부의 격차가 극심해지고 다국적 기업들이 약소국에서 횡포를 부리는 일들이 일어나고 있다. 따라서 세계의 여러 그리스도교회들은 이에 대한 기독교적인 대안으로 해방신학 운동을 하고 있다.

### 노동존중 신학
해방신학자 레오나르도 보프는 주기도문 이야기인 《주의 기도》(다산글방)에서"오늘 우리에게 필요한 양식을 주시고"라는 문장을, "노동으로써 양식을 먹음은 하느님의 뜻이다. 하느님께서는 그분의 나라, 그분의 일, 그분의 교회에 너무 관심을 갖기보다는, 고픈 배를 채우기 위해 노동을 하는 땅의 일에 관심을 갖기 바라신다."라고 해석했다.

## 대표적인 인물
- 구스타보 구티에레스 : 해방신학의 주창자로 추앙받는 신학자.
- 엔리케 두셀: 라틴아메리카 해방철학의 선구자이자 해방신학의 기초를 놓은 사상가. 유럽중심주의를 비판하고 통근대성(transmodernismo)과 해체식민주의를 주장.
- 오스카르 로메로
- 사무엘 루이스
- 프레이 베투
- 호세 미게스 보니노: 아르헨티나 감리교회 소속의 개신교 해방신학자. 한국의 해방신학자 홍인식 목사의 지도교수였다.
- 레오나르두 보프: 브라질의 해방신학자. 가톨릭교회의 교권주의에 대한 비판으로 1980년대 사제직을 박탈당했다. 구티에레스와 더불어 서구권에서도 유명한 해방신학자이지만, 그와 동시에 왜 서구권에서 잘 통용되는 신학자인지 의구심을 낳은 신학자이기도 하다. 해방신학자들 중에 생태 문제를 전문으로 연구한 학자이다.
- 성정모: 한국계 브라질 해방신학자. 소위 해방신학 2세대 신학자로 불리며, 1세대에 미진했던 사회과학과 해방신학의 접목에 중요한 역할을 했다. 신학과 경제 문제를 주요 논제로 삼는다. 구티에레스, 보프, 소브리노를 위시한 '1세대 해방신학자들'의 자본주의 경제 문제와 서구 근대성 문제에 대한 철저한 연구 배제와 신학적 추상으로의 환원 문제를 해방신학의 '변칙 현상'(anomalie)으로 간주하고, 통렬한 비판을 가했다.
- 후안 루이스 세군도: 우루과이의 해방신학자. 초기 해방신학의 기틀을 다지는 데 빼 놓을 수 없는 학자이다.
- 훌리오 데 산타 아나: 우루과이의 개신교 해방신학자. 엔리케 두셀, 우고 아스만, 프란츠 힌켈라메르트와 더불어 경제와 신학에 관한 연구의 선구자이다.
- 혼 소브리노: 스페인 출신의 엘살바도르 해방신학자. 해방신학 기독론 분야에 걸출한 저작을 남긴 학자이다.
- 장 베르트랑 아리스티드
- 마르셀라 알타우스 레이드 : 아르헨티나 출신으로 스코틀랜드에서 가르쳤던 3세대 해방신학자. 해방신학의 주제를 성, 인권, 노동의 문제로 확장시킨 중요한 신학자이다. 2009년 작고.
- 이냐시오 에야쿠리아: 스페인 출신의 엘살바도르 해방신학자. 혼 소브리노와 절친 동료였으며, 1989년 무장 테러로 희생되었다.
- 에르네스토 카르데날: 니카라과의 해방신학자, 시인이다.
- 에우데르 카마라
- 에르빈 크로이틀러
- 카밀로 토레스 레스트레포: 콜롬비아의 사제이자 무장 투쟁가이다. 게릴라 활동 중 사망했다.
- 프란츠 힌켈라메르트: 독일 출신의 코스타리카 해방신학자, 경제학자. 독일에서 마르크스 경제학으로 박사학위를 받고, 줄곧 라틴아메리카에서 활동했다. 라틴아메리카 해방신학 분야에 신학과 경제 연구의 탄탄한 토대를 놓은 학자이지만, 구티에레스나 보프, 소브리노와 같은 초창기 주류 해방신학자들에게 철저히 소외되기도 했다.
- 우고 아스만: 브라질의 해방신학자. 힌켈라메르트, 훌리오 데 산타 아나와 더불어 해방신학 내부에 신학과 경제 문제를 전개한 선구자이다.
- 후벵 아우베스: 브라질 장로교회 출신의 개신교 해방신학자이자 교육학자이다. 1960년대 후반 "인간해방의 신학"이라는 책을 출간했고, 엔리케 두셀은 이 책의 출간 년도를 해방신학의 원년이라고 평가하기도 했다.
- 울리히 두크로: 독일의 개신교신학자이자 윤리학자이다. 자본주의 시장 독점제에 대해 강하게 비판해 왔으며, 에큐메니컬 신학 운동에도 깊이 관여한 신학자이다.
- 조르주 카잘리스: 프랑스의 개신교신학자이자 해방신학자이다. 카를 바르트의 제자였고, 2차 대전 당시 레지스탕스로 활동했다. 1970년대 해방신학 운동에 가담해, 줄곧 라틴아메리카에서 활동했다.

## 같이 보기
- 흑인 신학
- 민중신학
- 민중사학
- 인민
- 민중 (또는 인민대중)
- 민중민주주의 (또는 인민민주주의)
- 프롤레타리아
- 프롤레타리아 혁명
  - 프롤레타리아 독재
- 좌파 민족주의 (한국민족문화대백과사전 "민족주의" 항목 참조)
- 마르크스주의
- 레닌주의
- 마르크스레닌주의
- 인민대중제일주의

## 참고 서적
- Berryman, Phillip, Teología de la liberación: Los hechos esenciales en torno al movimiento revolucionario en América Latina y otros lugares. México: Siglo Veintiuno Editores, 1989. copia en internet
- Dussel, Enrique. 1972. Caminos de liberación Latinoamericana, Latinoamerica Libros, Buenos Aires, texto completo.
- Dussel, Enrique. 1972. Teoría de la liberación y ética. Caminos de liberación Latinoamericana II, Latinoamérica Libros, Buenos Aires. texto completo.
- 구스타보 구티에레즈, 《해방 신학》, 성염 옮김, 분도 출판사, 1977. 링크
- 미카엘 뢰비, 《신들의 전쟁 :라틴아메리카의 종교와 정치》, 김항섭 옮김, 그린비, 2012. 링크[깨진 링크(과거 내용 찾기)]
- 고재식 편저, <<해방신학의 재 조명>>, 사계절, 1986. 링크[깨진 링크(과거 내용 찾기)]
- 함세웅 외, 《해방신학의 올바른 이해》, 분도 출판사 링크